# Янгонський планетарій
Янгонський планета́рій — планетарій, розташований у Янгоні, найбільшому місті М'янми.
Планетарій подарував М'янмі уряд Японії в 1987 році. Він являє собою білу будівлю без вікон з куполом діаметром 12 м і японським обладнанням.
Планетарій демонструє повнокупольні зоряні шоу. На території планетарію також виставлений літак авіакомпанії Myanma Airways 1970-х років, який можна оглянути зсередини.